# Mechanitis albescens
Mechanitis albescens är en fjärilsart som beskrevs av Richard Haensch 1905. Mechanitis albescens ingår i släktet Mechanitis och familjen praktfjärilar. Inga underarter finns listade i Catalogue of Life.